# Alfred A. Strnad

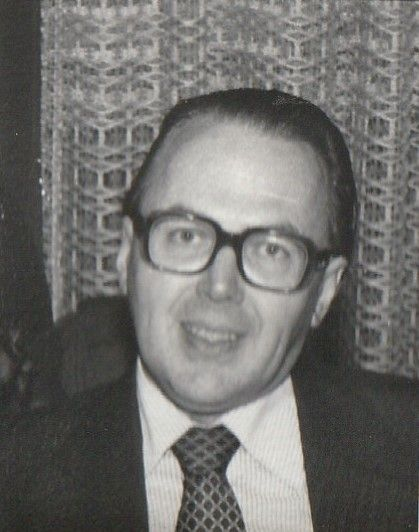
Alfred A. Strnad, aufgenommen im Jahr 1978 von Werner Maleczek

Alfred A. Strnad (* 4. Mai 1937 in Wien; † 18. Januar 2003 in Innsbruck) war ein österreichischer Historiker und Professor für Geschichte der Neuzeit an der Universität Innsbruck.

## Leben und Wirken
Alfred A. Strnad wurde 1937 als Sohn eines Diplomkaufmannes in Wien geboren und wuchs dort auf. Er besuchte die Volksschule und das Gymnasium. Seine Jugendjahre waren vom Nationalsozialismus und dem Zweiten Weltkrieg überschattet. Nach seinem Schulabschluss studierte er in Wien Geschichte, Kunstgeschichte und Philosophie. Strnad begann 1959/1960 einen dreijährigen Ausbildungslehrgang am Institut für Österreichische Geschichtsforschung in Wien. Das Thema seiner Prüfungsarbeit lautete „Die Hofkapelle der österreichischen Landesfürsten; Vorarbeiten zu einer Geschichte des geistlichen Hofdienstes im späteren Mittelalter.“ Daneben wurde er 1961 an der Universität Wien zum Dr. phil promoviert. Das Thema seiner Dissertation war „Herzog Albrecht III. von Österreich (1365–1395). Ein Beitrag zur Geschichte Österreichs im späteren Mittelalter.“ Nach seiner Promotion stellte ihn der damalige Vorstand Leo Santifaller als vollqualifizierte wissenschaftliche Hilfskraft am Institut für Österreichische Geschichtsforschung ein. In der Folgezeit wurde er der wissenschaftlicher Assistent von Alphons Lhotsky, welcher einen großen Einfluss auf seine zukünftige wissenschaftliche Arbeit hatte.
Strnad nahm 1964 das zweite Angebot von Leo Santifaller an und zog nach Rom. Dort trat er eine Anstellung als wissenschaftlicher Assistent und später Beamter an der damaligen Abteilung für Historische Studien am Österreichischen Kulturinstitut an. In seiner neuen Tätigkeit betreute er auch die Römischen Historischen Mitteilungen redaktionell. Den Zugang zu den Beständen des Vatikanischen Geheimarchivs und der Vatikanischen Bibliothek nutzte er, um den Fokus seiner Forschungsarbeit, welcher bislang nur auf Österreich lag, auf europäisch-kulturelle und geistige Gesichtspunkte zu erweitern. In diesem Zusammenhang verfasste er Studien zum Thema Renaissance-Humanismus sowie zu einigen seiner Vertreter, darunter die Päpste Pius II. und Pius III.
Am 1. Juni 1972 legte er an der Philosophischen Fakultät der Universität Innsbruck bei Hans Kramer für das Fach Geschichte der Neuzeit seine Habilitation ab, für welche seine Studien die Grundlage bildeten. Er erhielt schließlich eine Anstellung als Professor an der Universität und hielt ab dem Wintersemester 1972/1973 regelmäßig Vorlesungen in diesem Fach. Am 12. August 1976 trat er offiziell die Nachfolge von Hans Kramer an und war bis zu seinem Tod als Ordentlicher Professor tätig. Während dieser Zeit war er Leiter der Abteilung für Geschichte der Neuzeit, hatte von 1978 bis 1986 den Vorsitz des Instituts für Geschichte und war ab 1978 Schriftleiter der von ihm ins Leben gerufenen Innsbrucker Historischen Studien. Außerdem ging er weiterhin seiner Forschungstätigkeit nach.
Er war Membro corrispondente dell’Accademia Senese degli Intronati und Mitglied im Wissenschaftlichen Beirat des Instituts für Ostdeutsche Kirchen- und Kulturgeschichte. Am 18. Januar 2003 starb er bei einem Unfall in Innsbruck, als er unter einen brennenden Weihnachtsbaum geriet. Er war seit Sommer 1976 mit der Historikerin Katherine Walsh verheiratet.

## Schriften (Auswahl)
- Eine Auswahlbibliographie erschien in: Innsbrucker Historische Studien. Bd. 23/24, 2000, S. 461–472.
- Ein Schriftenverzeichnis erschien in: Alfred A. Strnad: Dynast und Kirche. Studien zum Verhältnis von Kirche und Staat im späteren Mittelalter und in der Neuzeit (= Innsbrucker Historische Studien. Bd. 18/19). Herausgegeben von Josef Gelmi und Helmut Gritsch. Studien-Verlag, Innsbruck u. a. 1997, ISBN 3-7065-1194-0, S. 677–688.

- Studia Piccolomineana. Vorarbeiten zu einer Geschichte der Bibliothek der Päpste Pius II. und III. In: Domenico Maffei (Hrsg.): Enea Silvio Piccolomini papa Pio II. Atti del Convegno per il quinto centenario della morte e altri scritti. Accademia senese degli Intronati, Siena 1968, S. 295–390.
- als Herausgeber: Studia Stamsensia. Beiträge zur 700. Wiederkehr der Weihe von Kirche und Kloster der Zisterze Stams. Inn-Verlag, Innsbruck u. a. 1984, ISBN 3-85123-082-5 (Auch als: Innsbrucker Historische Studien. Bd. 6).
- als Herausgeber mit Katherine Walsh: Hohenemser und Raitenauer im Bodenseeraum. Fürsterzbischof Wolf Dietrich von Raitenau zum Gedenken (= Vorarlberger Landesmuseum. Ausstellung. 141, ZDB-ID 2368508-6). Vorarlberger Landesmuseum, Bregenz 1987.
- als Herausgeber mit Katherine Walsh: Studia Stamsensia. Band 2: Aus Kultur und Geistesleben der Oberinntaler Zisterze in Mittelalter und früher Neuzeit. Fassbaender, Wien 1995, ISBN 3-900538-52-2 (Die Beiträge waren bereits zuvor in Innsbrucker Historische Studien. Band 16/17 erschienen).
- Dynast und Kirche. Studien zum Verhältnis von Kirche und Staat im späteren Mittelalter und in der Neuzeit (= Innsbrucker Historische Studien. Bd. 18/19). Herausgegeben von Josef Gelmi und Helmut Gritsch. Studien-Verlag, Innsbruck u. a. 1997, ISBN 3-7065-1194-0.
- Bernhard von Cles (1485–1539). Herkunft, Umfeld und geistiges Profil eines Weltmannes der Renaissance. Zum Erscheinungsbild eines Trienter Kirchenfürsten im Cinquecento. In: Innsbrucker Historische Studien. Bd. 23/24, 2004, S. 173–324 (Einzelveröffentlichung: Studien-Verlag, Innsbruck u. a. 2004, ISBN 3-7065-1964-X).